# Wrzeciono podziałowe
Wrzeciono podziałowe (właściwie: wrzeciono kariokinetyczne) – wrzecionowata struktura zbudowana z włókien białka (tzw. mikrotubul). Włókna te zawierają niewielkie ilości RNA. Wrzeciono kariokinetyczne odgrywa ważną rolę w procesie "wędrówki" chromosomów do przeciwległych biegunów komórki.
Wrzeciono podziałowe może powstawać z udziałem centriol (komórka zwierzęca) lub bez ich uczestnictwa (komórka roślinna). Wrzeciona podziałowe powstają w profazie, wydłużają się w metafazie, a w anafazie ulegają skróceniu, dzięki depolimeryzacji cząsteczek tubuliny, ciągnąc przyczepione do nich chromosomy. Strukturą zawiadującą formowaniem wrzeciona jest centrosom.